# Hiroshi Doi
Hiroshi Doi (土居裕 Doi Hiroshi; Okayama, 1935) is een Japanse reiki-meester en lid van de Usui Reiki Ryoho Gakkai (kortweg: Gakkai), de reiki-vereniging die Mikao Usui heeft opgericht. Hij is het enige Gakkai-lid dat ook in het westen heeft lesgegeven.
Hiroshi Doi zou onderwezen zijn geweest door mevrouw Kimiko Koyama (zesde president van Gakkai). De volgorde van leraar-leerling is voor hem als volgt:
1. Mikao Usui, leraar van:
2. Kanichi Taketomi, leraar van:
3. Kimiko Koyama, lerares van:
4. Hiroshi Doi

Hiermee is Hiroshi Doi de leraar die het dichtst bij de oorspronkelijk reiki-leer staat. Het is echter onduidelijk op welk niveau zijn opleiding is geweest, Shinpiden (Reiki 3a) of Shihan (Reiki 3b). Wel is duidelijk dat hij alle reiki- en gakkai-technieken onderwezen heeft gekregen. Ook is onduidelijk welke positie hij inneemt binnen Gakkai. Hij zou erkend kunnen zijn als onvolwaardig lid, omdat hij het Shihan-niveau nog niet behaald heeft. Ook is mogelijk dat hij een volwaardig lidmaatschap heeft aangeboden gekregen, maar geweigerd heeft omdat hij het niet eens was met de geheimhoudingsplichten.
Feit is wel dat hij in 1989 naar het westen vertrok om de westerse varianten van reiki te bestuderen en zich ook heeft laten inwijden in de westerse reiki-mastergraad. Hij is de enige reiki-leraar die de invloedrijkste leraren van deze tijd (Frank Arjava Petter, Chris Marsh, Kathleen Millner, Diana Stein, Ivar Mol en Taggart King) heeft ingewijd. In 1992 vestigde hij zich enkele jaren in België, om in 1998 te verhuizen naar afwisselend de Verenigde Staten en Canada. In 1999 presenteerde Doi voor het eerst de Japanse reiki en gakkai-technieken in het westen. Later verhuisde hij weer naar Japan en om daar zijn eigen reiki-methode te onderwijzen, Gendai Reiki, wat zoveel betekent als 'modern/hedendaags reiki', een mengeling van westerse en traditionele, Japanse reiki-technieken.

## Vage jeugd
Over zijn jeugd en zijn opleiding is nauwelijks iets bekend. Het verweer van Doi is, dat niet zozeer zijn persoon belangrijk is als wel de leer die hij overdraagt.

## Publicaties
- Hiroshi Doi, Modern Reiki method for healing, Coquitlam: Fraser Journal Pub., 2000, ISBN 0968810004.